# Anton Fischer (Schultheiß, 1840)

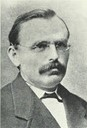
Anton Fischer um 1880/90

Anton Fischer (* 1. April 1840 in Justingen; † 4. November 1906 in Schelklingen) war ein deutscher Tierarzt, württembergischer Schultheiß (1865‒1873) und Stadtschultheiß (1873‒1906) und Beförderer der Albwasserversorgung.

## Herkunft
Anton Fischer war der jüngste Sohn und das jüngste Kind des Sibot Fischer, Schmied in Justingen, aus dessen erster Ehe vom 16. Februar 1830 mit Maria Ursula Gaus. Fischer hatte aus dieser Ehe seines Vaters noch sechs Geschwister, von welchen aber lediglich zwei das Erwachsenenalter erreichten. Fischer hatte noch einen Halbbruder aus der zweiten Ehe seines Vaters vom 1. April 1840 mit Katharina oder Margaretha Klöble aus Hausen o.U. namens Kaspar (geboren 1841). Die Vorfahren Fischers betrieben in Justingen die Dorfschmiede seit mindestens etwa 1700, also seit vier bis fünf Generationen. Diese stand in der Weiten Straße beim ehemaligen Rathaus. Der erste Fischer als Dorfschmied war Johann Martin, welcher 1728 zum zweiten Mal heiratete.

## Schultheiß von Justingen
Fischer wurde zum Tierarzt ausgebildet. Er praktizierte in Justingen als „Viehdoktor“, wobei ihn die durch kontaminiertes Trinkwasser hervorgerufenen ansteckenden Viehkrankheiten wie die „Perlsucht“ häufig beschäftigten.
Anlässlich seiner Heirat 1864 kaufte er das Haus des Justinger Schultheißen Gauß in der Kirchstraße in der Nähe der Pfarrkirche (gleich nach der Kirche in Richtung Hütten). 1865 wurde er bereits mit 25 Jahren zum Schultheißen von Justingen gewählt.
Die Albwasserversorgung beruhte auf Plänen des Ingenieurs und Baurats Karl Ehmann (1827‒1889), welche dieser 1866 dem württembergischen Königlichen Ministerium des Inneren zur Wasserversorgung der Albgemeinden vorlegte. Ziel war, dem Wassermangel auf der Schwäbischen Alb abzuhelfen, gleichzeitig auch die Gesundheit der Bevölkerung und die Landwirtschaft durch ausreichendes und gesundes Trinkwasser zu fördern. Die Viehzucht litt unter häufigen Seuchen aufgrund der schlechten Qualität des Hülenwassers. Erst Wasser aus den Hydranten vor Ort sollte später eine wirksame Bekämpfung von Brandfällen ermöglichen. Bislang musste das Trinkwasser von der Schmiech in Hütten mühsam mit Fuhrwerken hochgeschafft werden.
Die Einwohner der Albgemeinden bezweifelten einerseits die technische Ausführbarkeit des Versorgungswerks, andererseits befürchteten sie eine hohe Schuldenlast für die Gemeinde. Auch standen die etablierten Interessen der Fuhrwerksbesitzer dem Bauvorhaben entgegen. Fischer war aber von der Ausführbarkeit der Albwasserversorgung überzeugt und machte als Justinger Schultheiß große Anstrengungen, die Einwohner von der Notwendigkeit der Einführung dieser technischen Neuerung zu überzeugen.
Baubeginn der Albwasserversorgungsgruppe VIII mit den drei Gemeinden Justingen, Ingstetten und Hausen o.U. war Mitte Mai 1870; am 18. Februar 1871 floss das erste Wasser auf die Alb. Diese drei Gemeinden waren die ersten, welche die Wasserversorgung einführten. Josef Weinberg versuchte, die Ereignisse in seinem historischen Roman Der Schultheiß von Justingen: Roman nach technischen Motiven (1937) zu vergegenwärtigen.

## Stadtschultheiß von Schelklingen
1873 trat der bisherige Stadtschultheiß von Schelklingen, Philipp Scheitenberger, im Alter von 62 Jahren von seinem Amt zurück, nachdem er von 1847 bis 1873 das Amt ausgeübt hatte. Zur angesetzten Neuwahl des Stadtschultheißen durch die Bürgerschaft bewarb sich vor dem Gemeinderat am 18. Juni 1873 an erster Stelle Johannes Scheitenberger (1844‒1908), Güterabfertigungsgehilfe in Blaubeuren, 29 Jahre alt, verheiratet, Vater eines Kindes, jetziger Vermögensstand unbekannt. Der Kandidat war ein Neffe des Gemeinderats Johannes Scheitenberger. An zweiter Stelle meldete sich der Schelklinger Bäcker, Gemeinderat und Landwirt Johannes Günter (1831‒1896), 41 Jahre alt, Vater von fünf Kindern, gutes Prädikat und ein Vermögen von ca. 5000 fl. Zwischen dem 18. Juni und 17. Juli 1873 war aber Anton Fischer mit Stimmenmehrheit zum Stadtschultheißen gewählt worden, muss also nachträglich in die Wahlliste eingetragen worden sein. Am 11. August 1873 wurde Fischer als Stadtschultheiß vereidigt, zugleich zum Ratsschreiber und Pfandbuchbeamten gewählt.
Nach seiner erfolgreichen Wahl zum Stadtschultheißen von Schelklingen ließ er sich im Sommer 1873 in Schelklingen nieder. Mangels von Wohnraum vermietete ihm die Stadt die Wohnung im ersten Stock des neuen Schulhauses. 1882 erwarb er von dem Taglöhner Konrad Schleiblinger das im Jahre 1880 erbaute Wohnhaus in der Bahnhofstraße 4, wo er mit seiner Familie bis zu seinem Tode wohnte. Das Haus ging 1907 an die Kinder Fischers über. 1920 übernahm es dann Fischers gleichnamiger Sohn Anton.
In der langen 33-jährigen Amtszeit Fischers von 1873 bis zu seinem Tode 1906 als Stadtschultheiß in Schelklingen entwickelte sich Schelklingen von einer Ackerbürgerstadt zur Industriestadt. Bereits 1868 wurde die Donautalbahn eröffnet, wodurch Schelklingen einen eigenen Bahnhof erhielt. Für die in Schelklingen ansässige Baumwollindustrie (gegründet 1832) und die drei Zündholzfabriken (gegründet in den 1830er-Jahren) war dies von erheblicher wirtschaftlicher Bedeutung und führte zu einer Ausdehnung der Baumwollstoffherstellung. Schließlich wurde 1889 mit der Eröffnung des Zementwerks Barbey, später Hammerstein auch der Beginn der Schelklinger Zementindustrie eingeleitet.
Weiterhin fällt in die Amtszeit Fischers im Jahre 1901 die Einführung der Wasserversorgung mittels Wasserleitungen, wozu die Dreikönigsmühle am Achursprung zu einem Wasserwerk umgebaut und auf dem Schlossberg ein Hochreservoir errichtet wurde.

## Familie
Anton Fischer war drei Mal verheiratet: aus der ersten Ehe von 1864 mit der Tochter des Hüttener Mohrenwirts Maria Müller stammt der gleichnamige Sohn Anton, welcher sein Nachfolger als Stadtschultheiß und Bürgermeister von Schelklingen (von 1906‒1946) wurde. Drei weitere Kinder aus dieser Ehe erreichten das Erwachsenenalter. Die erste Ehefrau starb bereits 1880 im Alter von 37 Jahren. 1882 heiratete Fischer ein zweites Mal, und zwar Christine Merk, welche 1887 mit 39 Jahren verstarb. Aus dieser Ehe stammt der Sohn Hugo. Im Jahre 1888 verehelichte sich Fischer ein drittes Mal mit Rosa Frey, der Tochter des Schelklinger Sonnenwirts. Die Ehefrau war 24 Jahre jünger und überlebte ihren Ehemann. Aus dieser Ehe stammen zwei weitere Kinder.

## Auszeichnungen
Auf den Bericht des Münsinger Oberamtmanns Ernst Mühlschlegel an den württembergischen Minister des Innern in Stuttgart vom 23. Mai 1871 hin, in welchem er den Einsatz Fischers für die Albwasserversorgung und dessen lobenswerte Amtsführung hervorhob, wurde Fischer von König Karl die Goldene Zivilverdienstmedaille verliehen.